# Bill Calvert
Bill Calvert (Honolulu, 13 giugno 1966) è un attore statunitense.

## Biografia
Bill Calvert è nato il 13 giugno 1966 a Honolulu, Hawaii. Ha esordito come attore nel 1979 recitando in un episodio della serie I Jefferson. Dopo aver recitato in altre famose serie televisive come CHiPs, La casa nella prateria e La famiglia Bradford, nel 1982 ha recitato nel suo primo film cinematografico in Niki.
In seguito ha recitato in qualche altro film - come Terror Squad (1988), C.H.U.D. II: Bud the Chud (1989) e 4 fantasmi per un sogno (1993) - e in diverse altre serie televisive come Alfred Hitchcock presenta, Disneyland, Autostop per il cielo, Stingray, La bella e la bestia, In viaggio nel tempo e E.R. - Medici in prima linea. Negli anni duemila ha recitato nel film Spider-Man del 2002 e nel suo sequel del 2004, Spider-Man 2.

## Filmografia

### Cinema
- Niki (Six Weeks), regia di Tony Bill (1982)
- Terror Squad, regia di Peter Maris (1988)
- C.H.U.D. II: Bud the Chud, regia di David Irving (1989)
- Un fisico da sballo (Body Waves), regia di P.J. Pesce (1992)
- 4 fantasmi per un sogno (Heart and Souls), regia di Ron Underwood (1993)
- Spider-Man, regia di Sam Raimi (2002)
- I Died, regia di Marc Atwood (2004)
- Spider-Man 2, regia di Sam Raimi (2004)

### Televisione
- I Jefferson (The Jeffersons) – serie TV, 1 episodio (1979)
- CHiPs – serie TV, 1 episodio (1979)
- La casa nella prateria (Little House on the Prairie) – serie TV, episodi 6x18-6x19 (1980)
- A Whale for the Killing, regia di Richard T. Heffron – film TV (1981)
- La famiglia Bradford (Eight Is Enough) – serie TV, 1 episodio (1981)
- An Innocent Love, regia di Roger Young – film TV (1982)
- Adams House, regia di Jay Sandrich – film TV (1982)
- Love Lives On, regia di Larry Peerce – film TV (1985)
- Scomparso nel nulla (Into Thin Air), regia di Roger Young – film TV (1985)
- Alfred Hitchcock presenta (Alfred Hitchcock Presents) – serie TV, 1 episodio (1986)
- Fast Times – serie TV, 7 episodi (1986)
- La strada buia (Under the Influence), regia di Thomas Carter – film TV (1986)
- Disneyland – serie TV, 1 episodio (1986)
- Autostop per il cielo (Highway to Heaven) – serie TV, episodio 3x21 (1987)
- Stingray – serie TV, 1 episodio (1987)
- The Slap Maxwell Story – serie TV, 11 episodi (1987-1988)
- Casalingo Superpiù (Who's the Boss?) – serie TV, 1 episodio (1988)
- China Beach – serie TV, 1 episodio (1989)
- La bella e la bestia (Beauty and the Beast) – serie TV, 2 episodi (1989)
- Room for Romance – serie TV, 1 episodio (1990)
- Giudice di notte (Night Court) – serie TV, 1 episodio (1990)
- Due poliziotti a Palm Beach (Silk Stalkings) – serie TV, 1 episodio (1992)
- In viaggio nel tempo (Quantum Leap) – serie TV, 1 episodio (1993)
- Reform School Girl, regia di Jonathan Kaplan – film TV (1994)
- Rebel Highway – serie TV, 1 episodio (1994)
- Ellen – serie TV, 1 episodio (1994)
- E.R. - Medici in prima linea (ER) – serie TV, 1 episodio (1997)